# Галинка Чавдарова
Галинка Динева Чавдарова е български логопед и психолог, водещ на първото интернет предаване със съвети за помощ при деца и възрастни.

## Биография
Галинка Чавдарова е родена на 10 август 1956 година в София. Завършва бакалавърска и магистърска степени по „Психология“ в Софийския университет „Св. Климент Охридски“. След това завършва в същия университет и магистърска степен по „Логопедия“. 
От 1982 г. до 2000 г. Чавдарова работи в Първа детска специализирана болница – гр. София като психолог. От 2000 г. до 2003 г. е част от екипа на частно училище и езикова школа, изследвайки работата с надарени деца. От 2003 г. до 2011 г. последователно е част от екипа на Шесто помощно училище в гр. София –до 2008 г./ и Първо помощно училище /до 2011 г./. По време на работата си с децата в помощните училища, изследва и упражнява методи за приобщаване и изграждане на нови социални умения. 
От 2011 г. до 2020 г. Чавдарова участва в обучения на кандидат-осиновители и работа с осиновени деца към Центъра за обществена подкрепа. 
През 2024 г. от печат излиза книгата ѝ „Изобразителната дейност при болни от шизофрения“ (ISBN 978-619-162-998-5).

### Да говорим заедно
През януари 2019 г. Галинка Чавдарова основава платформата за помощ и подкрепа „Да говорим заедно“  заедно с Мимо Гарсия, в която се публикуват безплатни мнения-съвети за деца и родители.
Чавдарова и Гарсия водят и първото интернет предаване със съвети за помощ при деца и възрастни „Да говорим заедно с Галинка и Мимо“, което е достъпно напълно безплатно. 